# Tomka i jego koledzy
Tomka i jego koledzy (tyt. oryg. Tomka dhe shokët e tij) – albański film fabularny z roku 1977 w reżyserii Xhanfise Keko, na motywach powieści Tomka Nasho Jorgaqiego.

## Opis fabuły
Akcja filmu rozgrywa się w okresie niemieckiej okupacji Albanii, w południowej części tego kraju. Tomka jest małym chłopcem, który spędza większość czasu bawiąc się z grupą rówieśników. Boisko, na którym grali chłopcy, zostaje zamknięte po wkroczeniu do miasta okupacyjnych wojsk niemieckich. Chłopcy planują zemstę. We współpracy z miejscowym oddziałem partyzantów Tomka bierze udział w przygotowaniu akcji przeciwko jednostce niemieckiej, stacjonującej na dawnym boisku. Zdjęcia do filmu realizowano w okolicach Beratu, w Beracie też odbyła się premiera filmu.
W 1978 film otrzymał Nagrodę Specjalną na VIII Międzynarodowym Festiwalu Filmów dla Dzieci i Młodzieży w Giffone.

## Obsada
- Sotiraq Çili jako Tomorri
- Enea Zhegu jako Tomka
- Pavlina Oça jako matka
- Xhelal Tafaj jako żołnierz włoski
- Herion Mustafaraj jako Vaska
- Genci Mosho jako Gezim
- Selma Sotiriadhi jako Tefta
- Flamur Ilia jako Guri
- Zehrudin Dokle jako ojciec Vaski
- Artan Puto jako Çelo
- Thoma Rrapi jako Muço